# Ptiloris
Ptiloris és un gènere d'ocells de la família dels paradiseids (Paradisaeidae).

## Taxonomia
Segons la Classificació del Congrés Ornitològic Internacional (versió 11.3, 2023) aquest gènere està format per 4 espècies:
- Ptiloris paradiseus - ocell del paradís fistonat.
- Ptiloris victoriae - ocell del paradís de Victòria.
- Ptiloris magnificus - ocell del paradís gorjablau.
- Ptiloris intercedens - ocell del paradís rondinaire.

Algunes classificacions inclouen aquestes quatre espècies al gènere Lophorina.